# Hisonotus aky
Hisonotus aky är en fiskart som först beskrevs av Azpelicueta, Casciotta, Almirón och Koerber 2004.  Hisonotus aky ingår i släktet Hisonotus och familjen Loricariidae. Inga underarter finns listade i Catalogue of Life.